# Буглиози, Винсент
Винсент Буглиози (правильное, но менее распространённое произношение — Бульози, англ. Vincent Bugliosi, (18 августа 1934 — 6 июня 2015) — американский юрист и писатель. Он наиболее известен как представитель обвинения на процессе по делу Чарльза Мэнсона и как автор нескольких книг о громких судебных делах и скандалах последних десятилетий в США.

## Биография
Буглиози родился в Миннесоте в семье эмигранта из Италии. Он окончил колледж при Университете Майами в 1956 году и юридический факультет Калифорнийского университета в 1964 году.
В 1969—1971 годах он в должности заместителя прокурора округа Лос-Анджелес представлял обвинение в громком процессе Чарльза Мэнсона и трёх девушек, входивших в его «Семью», которые обвинялись в убийстве актрисы Шэрон Тейт и ещё шестерых человек. Буглиози выиграл дело, обвиняемые были приговорены к смертной казни, которая позже всем была заменена на пожизненное заключение.
Всего за восемь лет работы в офисе прокурора округа Лос-Анджелес он провёл больше тысячи дел, причём из 106 дел о тяжких преступлениях (фелониях) выиграл 105. В 1972 году он выдвигал свою кандидатуру на пост прокурора округа Лос-Анджелес, а в 1974 году — на пост прокурора штата Калифорния, но оба раза проиграл выборы.
Вскоре после суда над Мэнсоном Буглиози ушёл с государственной службы и занялся частной практикой, став партнёром в юридической фирме Steinberg & Bugliosi. В 1974 году Буглиози опубликовал документальную книгу о расследовании «дела Тейт». Книга «Helter Skelter» была продана рекордным для своего жанра тиражом в семь миллионов экземпляров.
Буглиози также писал о громких делах, в которых сам не принимал участия. В 1985 году он выступил в трёхдневном британском телевизионном шоу, представляя «дело» по обвинению Ли Харви Освальда в убийстве Джона Кеннеди («защиту» Освальда вёл успешный адвокат Джерри Спенс). Готовясь к шоу, Буглиози пять месяцев изучал документы по делу. Это исследование позднее легло в основу огромной работы «Восстановленная история: Убийство президента Джона Ф. Кеннеди» (2007 год), в которой Буглиози пытается доказать, что убийцей действительно был Освальд, не имевший сообщников, опровергая различные теории заговора. Ещё одна книга «Outrage» (1996) была посвящена процессу по обвинению О. Джей Симпсона в убийстве жены и её любовника.
Буглиози известен как критик экс-президента США Джорджа Буша-младшего. Книга «The Betrayal of America» посвящена решению Верховного суда США по делу «Буш против Гора». Основная идея книги — решение суда прекратить пересчёты голосов во Флориде, имевшие решающее значение для определения победителя президентских выборов 2000 года, было незаконным. В другой книге «The Prosecution of George W. Bush for Murder» (2008) Буглиози обосновывает необходимость уголовного преследования Буша за убийство каждого из американских солдат, погибших в войне в Ираке.

## Книги
- Helter Skelter (с Куртом Джентри; 1974)
- Till Death Us Do Part: A True Murder Mystery (с Кеном Хёрвицем; 1978)
- And the Sea Will Tell (с Брюсом Хендерсоном; 1991)
- Outrage: The Five Reasons Why O.J. Simpson Got Away With Murder (1996)
- The Phoenix Solution: Getting Serious About Winning America’s Drug War (1996)
- No Island of Sanity: Paula Jones v. Bill Clinton — The Supreme Court on Trial (1998)
- The Betrayal of America: How the Supreme Court Undermined the Constitution and Chose Our President (2001)
- Reclaiming History: The Assassination of President John F. Kennedy (2007)
- The Prosecution of George W. Bush for Murder (2008)